# Grève des transports en commun de New York en 1980
Pour les articles homonymes, voir Grève des transports en commun de New York.
La grève des transports en commun de New York de 1980, souvent appelée grève du métro (Subway strike) par les New-yorkais, est la première grève des travailleurs de la New York City Transit Authority (une subdivision de la MTA) depuis la grève de 1966. 34 000 membres de la Transport Workers Union ont arrêté le travail le 1er avril 1980, lors d'une grève dont la revendication était l'augmentation des salaires pour les travailleurs sous contrat. Toutes les lignes de métro et d'autobus des cinq arrondissements de la ville ont été arrêtées pendant 11 jours, jours durant lesquels la ville a perdu approximativement deux millions de dollars par jour en termes de recettes et un million de dollars par jour dépensé en heures supplémentaires pour les employés de la ville. Les sociétés new-yorkaises du secteur privé ont, quant à elles, perdu approximativement 100 millions de dollars par jour, et on a estimé que le taux d'absentéisme au travail était de l'ordre de 15 à 20 %. L'arrêt de la grève eut lieu le 11 avril, la TWU ayant réussi à obtenir 9 % d'augmentation de salaire pour la première année, 8 % d'augmentation pour la deuxième année, avec une réindexation des salaires sur le coût de la vie.